# Филлипс, Филлип
Фи́ллип Ладон Фи́ллипс-мла́дший (Phillip LaDon Phillips, Jr.) — американский певец и музыкант, победитель одиннадцатого сезона песенного шоу American Idol.

## Биография

### Ранние годы
Филлипс родился 20 сентября 1990 года в Олбани, штат Джорджия, в семье Шерил и Филлипа ЛаДона «Донни» Филлипса-старшего. У Филлипа есть две старшие сестры — Ладона и Лейси. Когда Филлипу было двенадцать, семья переехала в пригород Олбани — городок Лисбург, в 10мин на север от Олбани. Он вырос в Сассере и Лисбурге, учился в Средней школе округа Ли. Окончил Технический колледж Олбани по специальности «Технология промышленных систем», но ему пришлось пропустить свой выпуск, поскольку в это время он уже был занят на шоу. Будучи студентом, до того как принять участие в American Idol, Филлипс выполнял разную работу, в том числе и помогал отцу в ломбарде, принадлежащем его семье.
Он начал заниматься музыкой в 14 лет, увлёкшись игрой на гитаре, но, до окончания школы, не имел опыта публичных выступлений в качестве певца. Наставником и первым учителем Филлипса был его давний друг и зять Бенджамин «Бен» Нил, который пробудил в нём интерес к гитаре. Филлип выступал как гитарист в группе своей сестры Лейси и её супруга Бена «In-Law». В этой же группе часто играл на джембе муж старшей сестры, Тодд Урик.
С 2009 года Филлип с Беном и Тоддом стали выступать на различных местных площадках и мероприятиях как группа «Phillip Phillips Band».. Часто к ним присоединялся Фредерик «Фред» Уилльямс (саксофон) и участники группы «G&S» из Олбани.
В 2010 году Филлипс выиграл местный конкурс вокалистов «Звезда Олбани».
Своим кумиром он называет блюзового гитариста-виртуоза и певца Джонни Ланга. Также среди его кумиров Джон Батлер, Дэмьен Райс и Дэйв Мэтьюс. С последним Филлипа неоднократно сравнивали во время участия в «American Idol», то подчёркивая несомненное влияние кумира, то обвиняя в подражательстве. Эти разговоры прекратились только после исполнения Филлипом «The Stone» из репертуара Dave Matthews Band на Топ-6.
До American Idol Филлипс прослушивался на второй сезон шоу America’s Got Talent, но не прошёл отбор.

### American Idol
Под впечатлением от участия в десятом сезоне American Idol мульти-инструменталиста Кейси Абрамса, Филлип прошёл прослушивание в Саванне, штат Джорджия, в сентябре 2011 года и в январе 2012 года он появляется на телеэкранах США в качестве одного из конкурсантов одиннадцатого сезона American Idol. И, несмотря на временами откровенно слабые выступления, Филлипс вошёл в итоговую «чёртову дюжину». Однако сразу после выступления в Топ-13 он вынужден был обратиться к врачу с подозрением на почечнокаменную болезнь, и на той же неделе прооперирован по этому поводу.
Несмотря на сильные боли, Филлипс предпочёл не акцентировать внимание на своих проблемах, но в результате постоянный дискомфорт затруднил ему участие в шоу, и музыкант даже собирался по собственной воле покинуть шоу, в чём признался уже после окончания сезона.
Оставшись, после устранения Колтона Диксона в Топ-7.2, единственным участником, никогда не бывавшем в «Нижних 3», он одержал победу в финале с рекордным количеством проголосовавших (132 миллиона голосов). Второе место заняла Джессика Санчес, разрыв между финалистами оглашен не был.

### Пост-Idol
«Коронационная» песня Филлипса «Home» (авторы: Дрю Пирсон и Грег Холден), будучи выпущенной в качестве сингла, в первую неделю была скачана 278,000 раз, став рекордсменом по стартовым продажам среди коронационных синглов других победителей American Idol. Летом 2012 года «Home» использовался в трансляция с Лондонской Олимпиады для программ о женской гимнастической команде США, что придало новый импульс синглу. «Home» достиг шестого места в Топ-10 американского чарта Billboard Hot 100 и мультиплатиновой сертификации, став самым успешным «коронационным» синглом в истории American Idol. «Home» так же является самым продаваемым синглом, выпущенным кем-либо из конкурсантов American Idol.
19 ноября 2012 года лейбл Interscope Records выпустил дебютный альбом Филлипса «The World from the Side of the Moon», большую часть песен на котором Филлип написал сам или в соавторстве. Альбом в первую же неделю попал на четвёртое место в Billboard 200 и на первое в Rock Albums.
Весь 2013 год Филлипс провёл на гастролях рамках продвижения своего дебютного альбома. Его первый тур стартовал одновременно с двенадцатым сезоном American Idol — акустический тур по колледжам в январе и Северо-Американская часть тура «North» Matchbox Twenty (январь-февраль) и затем вернулся к колледж-туру, но уже в электрическом, более полном, составе (март-май). Несколько концертов в апреле-мае пришлось отменить, по настоятельной рекомендации врача Филлипса, но все концерты были перенесены на ноябрь, и Филлипс выполнил эти обязательства в перерыве тура «Born and Raised» Джона Мейера, который в Северо- и Южно-Американской части открывала группа Филлипса (июль-декабрь).
В рамках же тура с Майером, Филлипс выступил 21 сентября 2013 года на Rock in Rio 5, став первым участником American Idol, удостоенным подобной чести.
2014 год для Филлипса начался с работы над вторым альбомом «Behind The Light», чей выход анонсирован на 19 мая 2014, выпуском в марте сингла «Raging Fire» и мартовского тура по Канаде. На лето уже объявлено расписание совместного летнего тура с O.A.R.

## Дискография

### Альбомы

#### Студийные альбомы
| Название                            | Детали релиза                                                                  | В чартах                                           | Продажи                        | Сертификаты                  |
| ----------------------------------- | ------------------------------------------------------------------------------ | -------------------------------------------------- | ------------------------------ | ---------------------------- |
| The World from the Side of the Moon | - Дата релиза: 19.11.2012 - Лейбл: Interscope - Форматы: CD, цифровая загрузка | - Billboard200 4 - Rock 1 - Digital 2 - Canadian 6 | - US: 1,064,000 - Can: 120,661 | - US Platinum - Can Platinum |
| Behind The Light                    | - Дата релиза: 19.05.2014 - Лейбл: Interscope - Форматы: CD, цифровая загрузка | - Billboard200 7 - Digital 5 - Canadian 7          | - US: 103,000                  |                              |

#### Сборники
| Название                                | Детали релиза                                                                 | Продажи      |
| --------------------------------------- | ----------------------------------------------------------------------------- | ------------ |
| Phillip Phillips: Journey to the Finale | - Дата релиза: 23.05.2012 - Лейбл: 19 Recordings - Форматы: цифровая загрузка | - US: 45,000 |

#### Мини-альбомы
| Название                                               | Детали релиза                                                                 | Продажи      |
| ------------------------------------------------------ | ----------------------------------------------------------------------------- | ------------ |
| Phillip Phillips EP: American Idol Season 11 Highlight | - Дата релиза: 03.07.2012 - Лейбл: 19 Recordings - Форматы: CD                | - US: 82,000 |
| iTunes Session                                         | - Дата релиза: 08.10.2013 - Лейбл: 19 Recordings - Форматы: цифровая загрузка |              |
| Live EP                                                | - Дата релиза: 19.11.2013 - Лейбл: Interscope - Форматы: цифровая загрузка    |              |

### Синглы
Данная таблица не содержит информации по синглам выпущенным до выхода первого студийного альбома «The World from the Side of the Moon» и не вошедшим в него.
| Год  | Название              | В чартах | В чартах | В чартах | В чартах | В чартах | В чартах   | В чартах | В чартах | Продажи   | Сертификаты                                  | Альбом                              |
| Год  | Название              | Hot100   | Digital  | HotRock  | Pop      | Radio    | CanHot 100 | AdultPop | AdultAlt | Продажи   | Сертификаты                                  | Альбом                              |
| ---- | --------------------- | -------- | -------- | -------- | -------- | -------- | ---------- | -------- | -------- | --------- | -------------------------------------------- | ----------------------------------- |
| 2012 | "Home"                | 6        | 1        | 2        | 8        | 6        | 6          | 1        | 1        | 5,099,000 | - US 4х Platinum - Can 4х Platinum - NZ Gold | The World from the Side of the Moon |
| 2013 | "Gone, Gone, Gone"    | 25       | 21       | 3        | 22       | 17       | 28         | 3        | 1        | 2,000,000 | - US Platinum - Can Platinum                 | The World from the Side of the Moon |
| 2013 | "Where We Came From"a | -        | -        | 44       | -        | -        | -          | -        | 17       |           |                                              | The World from the Side of the Moon |
| 2014 | "Raging Fire"         | 58       | 17       | -        | -        | -        | 35         | 8        | 9        | 257,000   |                                              | Behind The Light                    |

- ↑  Песня была выпущена в рамках пред-релиза альбома и была учтена в случае последующей покупки альбома. Но в июле 2013 песня была объявлена третьим официальным синглом

### Другие цифровые треки
Таблица с треками, выпущенными во время 11 сезона American Idol, по которым есть информация о продажах. Информация по продажам не полная, так как цифры продаж в течение самого сезона были закрыты.
| Год  | Название                       | Продажи | Альбом                                         |
| ---- | ------------------------------ | ------- | ---------------------------------------------- |
| 2012 | "We've Got Tonight"            | 58,000  | American Idol - Top 3 - Season 11              |
| 2012 | "Volcano"                      | 49,000  | American Idol - Top 4 - Season 11              |
| 2012 | "Stand by Me"                  | 24,000  | American Idol - Season Finale - Season 11 - EP |
| 2012 | "Beggin'"                      | 20,000  | American Idol - Top 3 - Season 11              |
| 2012 | "Movin' Out (Anthony's Song)"  | 15,000  | American Idol - Season Finale - Season 11 - EP |
| 2012 | "U Got It Bad"                 | 15,000  | American Idol - Top 7 - Season 11              |
| 2012 | "Have You Ever Seen the Rain?" | 12,000  | American Idol - Top 4 - Season 11              |
| 2012 | "Disease"                      | 11,000  | American Idol - Top 3 - Season 11              |

Иные треки, по которым есть информация о продажах, но они не являются официальными синглами.
| Год  | Название      | Продажи | Альбом                                      |
| ---- | ------------- | ------- | ------------------------------------------- |
| 2012 | "Wicked Game" | 9,000   | The World from the Side of the Moon (Delux) |

## Видеоклипы
- «Home» (2012)
- «Gone, Gone, Gone» (2013)
- «Where We Came From» (2013)
- «Unpack Your Heart» (2014)